# السكرية (إدلب)
السكرية قرية سورية تتبع ناحية مركز جسر الشغور في الريف الشرقي لمدينة جسر الشغور في محافظة إدلب.
تتربع قرية السكرية على سفوح الجبل الوسطاني، وتُعتبر أحد القُرى الخلابة والهواء العليل. تبعد عن مدينة إدلب 35 كم. يوجد بها أراضي زراعية واسعة تُسمّى سهل (الجورة) التي تُحيط بها الجبال من كافة جوانبها بمساحة لا تقل عن عن 750 دونم.
ويُعتبر العمل في الزراعة المهنة الرئيسة لغالبية سُكان هذه القرية، فالزراعة فيها بعليّة بالإضافة لوجود بعض الآبار الارتوازية. وتشتهر بزراعة الزيتون والقمح والحُمّص، بالإضافة لزراعة التبغ التي تركها أهلها منذ ما يقارب العشر سنوات. فيها أشجار مُثمرة كالتين واللوزيات والعنب. ويعمل بعض سُكانها في تربية المواشي من الأغنام والأبقار.
فيها بعض الينابيع العذبة وبعض منها يُسمّى بالعيون، «عين الزنار» وهو في الأطراف الشمالية لسهل الجورة، نبع «جب الجورة» وهو في الأطراف الجنوبية الغربية لهذا السهل. و «عين درّة» وهو على الطريق المؤدي للقرية، بجانب المقبرة.
وكذلك
بعض الآثار والكهوف في القرية تُشير أنها تعود للعهد الروماني.
بلغ عدد سكانها 967 نسمة في عام 2004 حسب إحصاء المكتب المركزي للإحصاء.